# Altan (groupe)
 (janvier 2023).
Pour les articles homonymes, voir Altan.
Altan est un groupe de musique traditionnelle irlandaise. Originaire de Gaoth Dobhair, dans le comté de Donegal, en Irlande, le groupe est formé en 1987 par la chanteuse lead Mairéad Ní Mhaonaigh et son mari Frankie Kennedy (décédé en 1994). 
Le groupe fit connaître aux publics du monde entier le Donegal et son riche héritage en chansons en gaélique irlandais et en instrumentaux au style caractéristique et reste le groupe de musique traditionnelle irlandaise le plus en vue au monde avec plus d'un million d'albums vendus. 
Altan fut le 1er groupe de musique traditionnelle à signer avec une major, en l'occurrence avec Virgin Records en 1994. Altan s'est constitué une importante base de fans en Irlande, au Royaume-Uni, dans le reste de l'Europe, aux États-Unis, au Canada et même au Japon. Le groupe a travaillé avec de nombreux musiciens internationaux d'horizons divers, notamment Dolly Parton, Enya, The Chieftains, Bonnie Raitt et Alison Krauss. 

## Origines du groupe
Frankie Kennedy, musicien de Belfast (Irish flute et tin whistle), est dans sa jeunesse, un habitué du Comté de Tír Chonaill, où il passe ses vacances d'été, et où il apprend l'irlandais et joue de la musique traditionnelle. Il y rencontre Mairéad Ní Mhaonaigh, fille de Proinsias Ó Maonaigh, un musicien célèbre de Gaoth Dobhair. Mairéad Ní Mhaonaigh apprend de son père à jouer du fiddle dans le style du Donegal. Pourtant, la musique du Donegal est alors encore peu connue en dehors du pays. Le répertoire de Kennedy compte nombre d'obscurs airs de flûte du Nord ramenés de ses voyages dans les Comtés de Tyrone et de Fermanagh. Le couple se marie en 1981.

## Les années pré-Altan: Mairéad Ní Mhaonaigh & Frankie Kennedy
Mairéad Ní Mhaonaigh & Frankie Kennedy apparaissent sur les trois premiers albums d'Albert Fry, chanteur originaire de Belfast. 

### 1983: Le premier album:Ceol Aduaidh
Ils publient leur premier album commun, Ceol Aduaidh, deux années plus tard, faisant appel à une musicienne de Gaoth Dobhair alors inconnue, Eithne Ní Bhraonáin, qui deviendra célèbre par la suite sous le nom d'Enya. Ceol Aduaidh rassemble des chants en irlandais et des jigs et reels d'Uladh.

### 1987: Le second album:Altan
Inspirés par ce premier succès, Frankie Kennedy et Mairéad Ní Mhaonaigh commencent à travailler sur un ensemble de ballades et de jigs du nord de l'Irlande. Cela donnera en 1987 l'album Altan, du nom d'un lac situé près de Gaoth Dobhair, dans l'ombre du mont Errigal. L'album rassemble déjà quelques-uns des musiciens qui, plus tard, rejoindront le groupe éponyme. En gaélique irlandais, altan signifie "ruisseau". 

## Succès international sous le nom d'Altan: à partir de 1987

### 1987-1994: les années « Green Linnet Records »
Horse with a Heart, The Red Crow, Harvest Storm et Island Angel
En 1987, Ní Mhaonaigh et Kennedy décident de former le groupe, Altan (du nom de leur second album studio). Altan en tant que groupe fait ses débuts en tant que quartet avec Frankie à la flûte, Mairéad au fiddle et au chant, Ciarán Curran au bouzouki et Mark Kelly à la guitare. Un peu plus tard, le joueur de fiddle Paul O'Shaughnessy originaire de Dublin rejoindra le groupe, participant aux trois premiers enregistrements publiés par Green Linnet Records (1989-1992). 
En 1989 le groupe publie Horse with a Heart, son tout premier album sous son nom propre, bien accueilli. 
En 1990 paraît The Red Crow qui sera le premier album d'Altan à remporter le prestigieux prix « Celtic/British Isles Album of the Year » attribué par la NAIRD (National Association of Independent Record Distributors and Manufactures).
En 1992, Dáithí Sproule (originaire de Derry, Irlande du Nord) à la guitare et Ciarán Tourish au fiddle & au whistle rejoignent le groupe pour l'enregistrement de Harvest Storm. Avec l'arrivée de Dáithí Sproule en 1992, Mark et Dáithí ont commencé à se partager le poste de guitariste au sein du groupe, Mark tournant avec le groupe en Europe et Dáithí tournant avec le groupe aux États-Unis. 
À cette même période, Frankie Kennedy apprend qu'il souffre d'un cancer (sarcome d'Ewing), un type de cancer qui attaque la structure des os. Il subit des opérations de chirurgie et des séances de radiothérapie et de chimiothérapie tout en continuant à travailler avec Altan. 
En 1993, le groupe publie Island Angel, considéré par le Billboard magazine comme le quatrième meilleur album de 1994 dans le domaine de la world music. En 1994, Altan joue à la Maison-Blanche devant le président américain Bill Clinton pour la fête de la Saint-Patrick. Altan jouera à nouveau pour le président américain lors de sa visite en Irlande en 1998. 
Frankie Kennedy meurt le 19 septembre 1994. Après une période de deuil, le groupe reprend ses tournées de concerts selon le vœu exprimé par Kennedy lui-même avant sa mort.

### 1994-2000: les années « Virgin Records »
Blackwater et Runaway Sunday
Tout en menant son combat contre le cancer, Frankie Kennedy poursuit ses efforts pour amener le groupe à la reconnaissance internationale en négociant avec le label discographique Virgin Records UK la signature d'un contrat pour le groupe avant sa mort en septembre 1994. Ce contrat est alors d'importance car jusque-là cette musique traditionnelle n'était présente chez aucun grand label.
Originaire de Buncrana, Comté de Donegal et ayant déjà joué de l'accordéon en invité sur deux enregistrements précédents d'Altan The Red Crow (1990) et Island Angel (1993), Dermot Byrne rejoint officiellement le groupe en 1994. La formation comprend alors Mairéad Ní Mhaonaigh (chant, fiddle), Ciarán Tourish (fiddle), Mark Kelly (guitare), Ciarán Curran (bouzouki), Dáithí Sproule (guitare) et Dermot Byrne (accordéon). 
En 1995, Green Linnet Records publie leur première compilation intitulée The First Ten Years.
En 1996, Altan publie Blackwater, son premier album chez Virgin Records. 
En 1997, Altan publie Runaway Sunday qui propose une version populaire  de "Gleanntáin Ghlas' Ghaoth Dobhair", une chanson écrite par le père de Mairéad souvent reprise sur scène par le groupe.

### 2000-2005: les années « Narada Productions »
Another Sky, The Blue Idol et Local Ground
En 2000, Altan publie Another Sky, son premier album sur le label Narada Productions.
En 2002, la chanteuse américaine Dolly Parton au chant participe au nouvel album du groupe intitulé The Blue Idol. Dolly Parton et le groupe étaient devenus proches amis après que Dolly l'ait invité à jouer sur son album Little Sparrow paru en 2001[réf. nécessaire]. The Blue Idol vaut à Altan de remporter le prix du meilleur groupe décerné par l'émission de la BBC Radio 2 Folk Awards.
En 2002, en compagnie d'autres artistes signés par Green Linnet tels que Cherish the Ladies), Altan intente un procès à la maison de disques pour défaut de paiement de royalties. La plupart des artistes sont payés et la plupart des litiges sont réglés en 2006 lorsque Compass Records (qui signera plus tard avec Altan) rachète la société.
En 2003, Altan publie une nouvelle compilation intitulée The Best of Altan: The Songs, cette fois chez Virgin Records. 
En 2005, le groupe publie Local Ground.

### 2005-2009: hiatus discographique & projets solos
Down The Line, The Crow in the Sun et Imeall
En 2005, Ciarán Tourish enregistre un premier album solo, Down The Line. 
En 2007, Dáithí Sproule lui emboite le pas avec The Crow in the Sun.
Chanteuse et violoniste du groupe, Mairéad Ní Mhaonaigh fait ses débuts en solo avec Imeall, publié le 28 décembre 2008 à la « Scoil Gheimhridh Frankie Kennedy » (« Frankie Kennedy Winter Music School ») dans le Comté de Donegal puis en 2009 dans le monde entier.
En 2010, Dermot Byrne enregistre un cd avec la harpiste et chanteuse française Floriane Blancke.

### 2009-aujourd'hui: les années « Compass Records »

#### 2009-2011: Altan fête ses 25 ans de carrière
25th Anniversary Celebration
En avril 2009, Mairéad Ní Mhaonaigh annonce que le groupe entrera en studio début mai 2009 pour enregistrer un nouvel album avec l'orchestre de la Raidió Teilifís Éireann juste après avoir donné le 7 mai 2009 un concert à Pornichet (près de Saint-Nazaire). 
En juillet 2009, Mairéad annonce la parution prochaine du premier DVD du groupe devant être la captation vidéo du concert prévu le 14 août 2009 à Dublin, Irlande (avec le même orchestre).
En commémoration de ses 25 ans de carrière, Altan publie 25th Anniversary Celebration, une compilation constituée des ré-enregistrements (dans de nouvelles versions) de titres déjà parus sur les précédents albums studio (et comprenant une chanson totalement inédite), avec la participation de l'orchestre de la RTÉ, et commence une tournée d'anniversaire en Europe.
Après quelques dates européennes en janvier, février et avril 2010 et une importante tournée de 18 dates aux États-Unis, Altan donne le 23 avril 2010 à Dublin, Irlande le coup d'envoi d'une tournée irlandaise de 14 dates intitulée "25th Anniversary" (avril-juin 2010). Pendant l'été 2010, Altan participe à quelques festivals européens puis assure en septembre 2010 une tournée de 10 dates au Royaume-Uni et en Irlande.
Après sa participation au festival irlandais d'Oulu en Finlande et une visite de 2 dates en France à l'automne 2010 (Paris et Saint-Louis dans le Haut-Rhin, Altan donne les 1er et 2 janvier 2011 son traditionnel concert du nouvel an (exceptionnellement un double concert) à la « Scoil Gheimhridh Frankie Kennedy » (« Frankie Kennedy Winter Music School ») dans son fief de Gaoth Dobhair dans le Comté du Donegal. Altan donne également fin janvier 2011 à la Christ Church Cathedral de Dublin un concert spécial en commémoration des 25 ans du groupe. Le groupe se lance ensuite début 2011 dans une tournée de 5 dates en France. 
Une importante tournée américaine de 12 dates suit en mars 2011. Au printemps et à l'été 2011, Altan tourne en Europe, notamment en France (à Fontaine en Isère près de Grenoble le 1er avril 2011 et, pour la première fois, à Lyon les 13 & 14 mai 2011). Après une visite éclair de 4 dates aux États-Unis (dans 3 lieux différents) en août 2011, Altan participe le 8 septembre 2011 à un concert spécial donné en célébration du musicien Fiachra Trench au National Concert Hall de Dublin, Irlande avec le RTÉ Concert Orchestra. Exactement un mois plus tard, le 8 octobre 2011, Altan donne un concert spécial en Irlande à Letterkenny, dans le Comté de Donegal avec le Donegal Youth Orchestra et avec de jeunes musiciens traditionnels originaire du Gaeltacht du Donegal. Le même mois, après une visite de 3 dates en Belgique et aux Pays-Bas, Altan se lance dans une importante tournée allemande d'un mois intitulée « Affairs of the Heart » pendant laquelle le groupe joue (presque) tous les jours.

#### 2012-aujourd'hui: Le nouvel album studio (longtemps attendu) et tournées intensives
Gleann Nimhe - The Poison Glen
Le 29 novembre 2011, Altan lance la 18e « Scoil Gheimhridh Frankie Kennedy » (« Frankie Kennedy Winter Music School ») par un concert qui a lieu au Grand Social de Dublin (Irlande) pendant les Liffey Banks Sessions. Le groupe célèbre ensuite la nouvelle année et la sortie de son nouvel album studio Gleann Nimhe - The Poison Glen à l'occasion de son traditionnel concert du nouvel an donné le 1er janvier 2012 au Ionad Cois Locha (Dunlewey Lakeside Centre) à Dunlewey (Dun Luiche) près de Gaoth Dobhair dans le Comté de Donegal (Irlande)[réf. nécessaire].
Sept années exactement après la sortie de Local Ground, Altan publie Gleann Nimhe - The Poison Glen, son nouvel album studio composé entièrement de matériau original, chez Compass Records, aux États-Unis le 28 février 2012, en Europe et en Australie le 8 mars 2012, en Irlande le 9 mars 2012 et au Royaume-Uni le 12 mars 2012. Commencé en avril 2011, l'enregistrement s'est déroulé à Ramelton (Irlande) dans les Steeples Studios du célèbre ingénieur du son & bassiste Billy Robinson et s'est achevé début janvier 2012[réf. nécessaire].
En mars 2012, Altan effectue une tournée de 7 dates aux États-Unis et une autre également de 7 dates dans le nord-ouest de la France avec Dáithí Sproule rejoignant le groupe sur les deux tours, suivies en avril 2012 d'une importante tournée de 14 dates en Norvège, toujours avec Dáithí Sproule. 
Le 12 mai 2012, Altan se lance à Baltimore, Irlande dans une tournée européenne incluant une visite de 2 jours en France le 15 mai dans la banlieue de Lyon (la troisième prestation scénique d'Altan dans la capitale des Gaules en exactement une année) et le 16 mai à Fouesnant (Bretagne), passant à nouveau par l'Irlande puis la Belgique, le Royaume-Uni (où le groupe participe le 2 juin 2012 au Festival d'Ireby dans le Comté de Cumbria, Angleterre), l'Allemagne, la Suisse, puis à nouveau la France (le 7 juillet à Tain-l'Hermitage) et s'achevant en Irlande, passant le 10 août 2012 par Dunlewy près de Gaoth Dobhair, le fief du groupe, le 16 août 2012 par Cavan lors du Fleadh Cheoil na hÉireann (littéralement : Festival de musique d'Irlande) en double programme avec le groupe Clannad et le 15 septembre 2012 par Ranelagh Arts Festival in Dublin, Irlande. Une tournée de 5 dates au Royaume-Uni suit en octobre 2012. Avant de se lancer dans une tournée de 6 dates en Allemagne en novembre 2012, Altan donne deux concerts début novembre : de retour en Irlande à Graiguenamanagh et lors du Irish Fleadh (littéralement : Festival irlandais) à Cáceres en Espagne. Altan donne son dernier concert de l'année 2012 en France le 6 décembre 2012 à Strasbourg.
Après leur traditionnel concert du nouvel an donné le 1er janvier 2013 à la « Scoil Gheimhridh Frankie Kennedy » (« Frankie Kennedy Winter Music School ») au Ionad Cois Locha à Gaoth Dobhair dans le Comté du Donegal, Irlande, Altan donne deux concerts en France début 2013 (le 15 janvier à Savigny-le-Temple près de Paris et le 1er février à Cherbourg) et un unique concert en Écosse le 23 janvier 2013 (au Glasgow Royal Concert Hall avec quelques invités très spéciaux, notamment Tommy Peoples, Maighréad Ní Dhomhnaill, Tríona Ní Dhomhnaill, The Friel Sisters (originaires de Glasgow) et The Henry Girls,) avant de se lancer avec Dáithí Sproule dans une tournée américaine de 10 dates en mars 2013.
En novembre 2012, le Earagail Arts Festival (qui a lieu tous les ans à Carrickfinn dans le West Donegal, Irlande) annonce (en célébration de son 25e anniversaire) un concert le 13 juillet 2013 appelé « Abhaile – The Homecoming » présentant en double programme deux des groupes les plus connus du Donegal (et d'Irlande), Clannad et Altan. C'est alors la seconde fois seulement que les deux groupes partageront la scène après leur prestation à Cavan, Irlande en août 2012.
Après plus de 25 années passées au sein du groupe (il l'avait rejoint en septembre 1991 aux moments des sessions d'enregistrement de l'album Harvest Storm), Ciarán Tourish (au fiddle et à l'accompagnement au chant) quitte le groupe (pour des raisons personnelles) après le concert qu'Altan donne le 29 juillet 2017 à Lyon dans le cadre du festival Les Nuits de Fourvière. Il n'est pas remplacé pour autant au sein du groupe en tant que second violon.

## Composition du groupe
Mairéad Ní Mhaonaigh (chant, fiddle), Ciarán Tourish (fiddle), Mark Kelly (guitare), Ciarán Curran (bouzouki), Dáithí Sproule (chant, guitare) et Martin Tourish (accordéon).

## Composition du groupe en tournée
La composition du groupe peut changer en tournée. Dáithí Sproule tourne occasionnellement avec Altan, principalement aux États-Unis, et en Allemagne. 
Le groupe a accueilli ponctuellement en tournée 3 musiciens : Tim Edey à la guitare en 2010 et 2011 (en remplacement de Mark Kelly), Harry Bradley à la flûte en 2012 (en remplacement de Dermot Byrne déjà engagé dans une tournée en duo ("Dermot and Flo") qu'il forme avec la harpiste française Floriane Blancke, en Europe à partir du printemps 2012 et aux États-Unis à partir de l'été 2012) et début 2013, en tant que sixième musicien invité, le joueur de bodhrán Jim Higgins (du Mairtin O'Connor Band) qui avait déjà participé à l'enregistrement de cinq titres de Gleann Nimhe – The Poison Glen, le dernier album du groupe paru en 2012. 
Dès l'automne 2012, Dermot Byrne fait à nouveau partie du groupe le temps de quelques concerts. En mars 2013, Dermot assure toute la tournée américaine du groupe qui lui sera sa dernière.
Depuis l'été 2013, Altan compte à nouveau en tournée, en invité, le joueur de bodhrán Jim Higgins. 
Dáithí Sproule accompagne à nouveau le groupe en novembre 2013 lors d'une grande tournée d'automne (17 dates) en novembre 2013 en Allemagne, en Autriche et en Suisse tandis que l'accordéoniste Martin Tourish remplace définitivement Dermot Byrne lui-même déjà engagé au même moment dans une autre tournée intitulée "The Irish Folk Festival Tour" (en duo "Dermot and Flo" avec la harpiste Floriane Blancke).

## Héritage
Une école de musique d'hiver appelée « Scoil Gheimhridh Frankie Kennedy » (« Frankie Kennedy Winter Music School ») a lieu tous les ans fin décembre / début janvier à Gaoth Dobhair dans le Comté de Donegal en hommage à Frankie Kennedy, cofondateur du groupe. 
Ni Mhaonaigh est reconnue comme l'une des plus grandes chanteuses d'Irlande aux côtés de Mary Black, Moya Brennan et Sinéad O'Connor.

## Discographie

### Frankie Kennedy et Mairéad Ní Mhaonaigh
- 1983 : Ceol Aduaidh
- 1987 : Altan

### Altan

#### Albums studio
- 1989 : Horse with a Heart
- 1990 : The Red Crow
- 1991 : Harvest Storm
- 1993 : Island Angel
- 1996 : Blackwater
- 1997 : Runaway Sunday
- 2000 : Another Sky
- 2002 : The Blue Idol
- 2005 : Local Ground
- 2010 : 25th Anniversary Celebration (compilation de titres ré-enregistrés en studio comprenant un inédit)
- 2012 : Gleann Nimhe - The Poison Glen (album studio paru chez Compass Records le 28 février 2012 aux États-Unis, le 8 mars 2012 en Europe (chez Keltia Musique en France) et en Australie, le 9 mars en Irlande et le 12 mars en Grande-Bretagne)[15],[24]
- 2015 : The Widening Gyre
- 2018 : The Gap Of Dreams
- 2024 : Donegal

#### Compilations
- 1995 : The First Ten Years (1986–1995)
- 1997 : The Best of Altan (incluant (en bonus) un CD live d'un concert donné par le groupe en 1989 en Allemagne)
- 2000 : Altan's Finest
- 2000 : Once Again 1987–93
- 2003 : The Best of Altan: The Songs

#### Compilations réunissant plusieurs artistes dont Altan
- 1997 : Festival interceltique de Lorient – Live Volume 2 (incluant le titre "Irish Reels" (Trad. arr. Altan) 4:04)
- 2000 : Cambridge Folk Festival – A Celebration of Roots Music 1998–99
- 2007 : Cool as Folk